# Antal Forgách

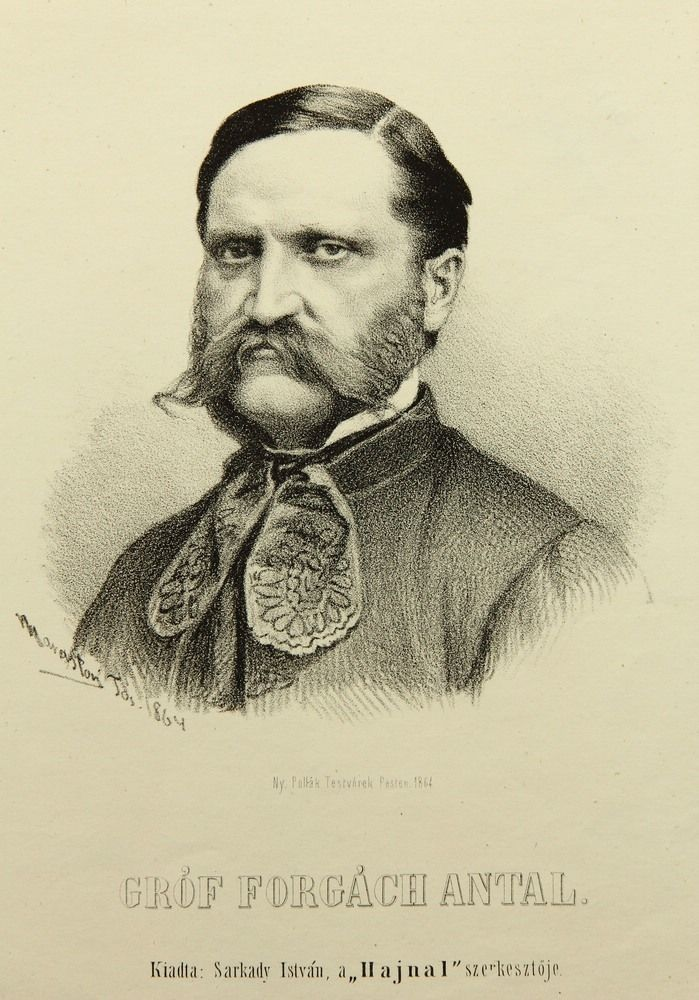
Antal Forgách

Graaf Antal Forgách de Ghymes et Gács (Gács, 16 april 1819 - aldaar, 2 april 1885) was een Hongaarse oppergespan, keizerlijk en koninklijk commissaris, hofkanselier en lid van de Hongaarse landdag.
Hij was de zoon van János Nepomuk Forgách (1787–1841) en Erzsébet Szentivány (1792–1838). Tijdens de Hongaarse Revolutie van 1848 werd hij door de hertog van Windisch-Graetz tot koninklijk commissaris van het comitaat Heves benoemd. Tijdens de revolutie behoorde Forgách tot een minderheid die de kant van de Habsburgers koos, en nadien werd hij voor zijn loyaliteit beloond met hoge ambten. Van 1851 tot 1859 was hij oppergespan van het district Kassa en daarna tot 1861 statthalter ("gouverneur") van Bohemen en Moravië. Vervolgens werd hij hofkanselier van Hongarije van 1861 tot 1864. Toen de Hongaarse landdag opnieuw werd geopend in 1867 werd hij parlementslid. Aanvankelijk was hij lid van de Deák-partij en nadien van de Liberale Partij.
Antal Forgách was de vader van de Oostenrijks-Hongaarse diplomaat János Forgách (1870-1935).